# Gurú Gobind Singh
Sri Gurú Gobind Singh Ji (Patna, 1666 - Nanded, 1708) fue el sucesor del noveno gurú Sri Guru Tegh Bahadur Sahib Ji, e hijo legítimo del mismo. Dirigente medieval y alto jefe político, militar y espiritual, y fundador de la Khalsa, o hermandad marcial que institucionalizó al sijismo como un estilo de vida marcial, benevolente, no-conflictivo, tolerante y formal, y primer hombre que abolió la esclavitud y la existencia de castas en toda la India y Pakistán; conocido también por permitir la mezcla y aceptación de todas las culturas y religiones de la India y fuera de ella. También fue un gran poeta y erudito, a quien se le reconoce por haber legado el Adi Granth en su forma final, con la colaboración de regentes sufis, como una extracompilación al Sri Gurú Granth Sahib Ji.

## Orígenes
Nombrado desde su nacimiento como Gobind Rai, fue instruido desde los 5 años en las lenguas y la literatura indoiranias, persas y sánscritas. Fue entrenado militarmente en el estilo bélico madre Kalaripayatu, en donde con el tiempo dominaría todas las diversas técnicas de este antiguo arte bélico e institucionalizaría el gatka (arte marcial sij), como una formación obligatoria y fundamental para todo sij, que lo llevarían a tomar una conducta militar.
En su mayoría de edad alistaría adeptos (hombres y mujeres), para liberar la invasión persa que ya llevaba varios siglos oprimiendo a todo estrato social, imponiendo a la población la conversión al islam mediante los más crueles actos de tortura y  rendir tributos y ofrendas económicas al Imperio mogol.
Durante toda su infancia Gobind Rai fue testigo de la opresión persa sobre la población india, siendo testigo a la edad de 9 años de la ejecución de su propio padre, ordenada por el emperador Aurangzeb.
Si bien a Gobind Rai desde su infancia le fueron reconocidos sus talentos. Además portaba una gran estatura que a su edad adulta esta llegó a sobrepasar los 2.00 metros, medidos en la actualidad sus restos óseos dan una proporción exacta de 2.35 m. Gobind Rai tenía un defecto anatómico, pues tenía los huesos húmero, radio y ulna demasiado grandes, tanto así que sus falanges distales llegan a tocar estiradamente su patela (hueso de la rodilla), obviamente estos defectos le daban una superioridad excepcional con el manejo de las armas blancas, imponiendo su virtuosismo en el campo de batalla. A la edad de 9 años, antes de la muerte de su padre, el gurú antecesor, Gobind Rai fue elegido como el décimo y último gurú viviente, dado a esto se le tituló con su nombre más reconocido como Gurú Gobind Singh.

## Acciones y legado
A la edad de 16 años presidió la corte político-marcial sij en Anandpur Sahib. Desde su presidio Gurú Gobind Singh estuvo continuamente en estado de guerra, haciendo compatriotismo con los altos jefes guerreros Kali Cchela y Durga Cchela indostaníes, en contra de las autoridades mogolas, estas anteriores obligaron a la corte sij a salir de Anandpur en 1704, matando a más de 32.000 soldados (entre ellos 1.270 mujeres), y a los cuatro hijos  (18, 14, 8 y 4 años), de Gurú Gobind Singh.Los mayores murieron en guerra y los dos pequeños fueron asesinados en sarhand.
Una leyenda épica narra como Gurú Gobind Singh otorgó la muerte del emperador Aurangzeb, lanzándole una flecha al corazón, que recorrió la distancia trayectorial de 1 km. Al terminar con la muerte del sanguinario Aurangzeb apoyó las pretensiones del futuro emperador, Bahadur Shah (1643–1712), de ocupar el trono y de abolir todo acto violento en contra de toda religión, dando otorgamiento a la implantación por primera vez no-bélica del Islam. Gurú Gobind Singh fue asesinado, siendo herido por herida de daga en el pecho antes de que pudiera persuadir a Bahadur Shah de permitir el regreso de la corte sij a Anandpur. Gurú Gobind Singh murió en el año de 1708 en la provincia de Nanded, Maharashtra, India.

## Historia
El padre de Gurú Gobind Singh fundó la ciudad de Anandpur Sahib en el año 1665, en la tierra que le regaló el rey de Bilaspur. El Gurú se trasladó a Anandpur Sahib en el año 1672. En abril de 1685, el cambio de puesto su residencia a Poanta donde se ordenó la construcción de un fuerte. Debido a su popularidad creciente y creencias diferentes al hinduismo, él hizo muchos enemigos. Uno de esos - el rey de Garwal, Fateh Singh, atacó su fuerte en septiembre de 1688. Las fuerzas combinadas del Gurú y el entonces rey de los vecinos Nahan derrotó a las fuerzas de Fateh Singh. Poco después, en 1695 el jefe de los ejércitos mogoles en el área, Dilawar Khan, envió a sus tropas bajo el liderazgo de su hijo para atacar la ciudad de Anandpur Sahib. En la batalla, el ejército mogol fue derrotado primero en Anandpur Sahib, y más tarde por uno de los generales del Gurú, en las colinas de Siwalik. Estos desarrollos comenzaron a preocupar al emperador mogol Aurangzeb, y les envió más tropas bajo el mando de su hijo para restaurar la autoridad.
En 1699, el Gurú envió cartas a todos sus partidarios para atender una congregación el día de Vaisakhi (festival anual de la cosecha). Allí les preguntó a todos los presentes que quién era para ellos. Ellos respondieron diciendo que era su Gurú. Entonces el Gurú pidió si había un voluntario que estuviera dispuesto a sacrificar su cabeza para su Gurú, y después de preguntar tres veces de un hombre se adelantó y le ofreció su cabeza al Gurú. El Gurú salió con el hombre dentro de una tienda y volvió con su espada manchada de sangre. Pidió otra cabeza, y un voluntario más se adelantó y entró en la tienda con él. El Gurú volvió otra vez con sangre en su espada. Esto sucedió tres veces más. Después de que el último voluntario hubiese entrado a la tienda con el Gurú, todos los hombres que habían ofrecido sus cabezas salieron de la tienda ilesos y vestidos con túnicas nuevas. A ellos les daba el nombre del Khalsa- The Panj Pyare (los cinco puros) y Singh (Leon), y también les daba un néctar (Amrit) que les purifica del pecado, y así entró en existencia el clan de los Khalsa. Al final de esta ceremonia, el Gurú les preguntó a los cinco que lo inicie como un miembro por la creencia que todos los humanos son iguales (El Hinduismo en esa época creó el sistema de castas). Con la conversión de los cinco en Khalsa, se formó en la India la primera orden militar religiosa sin castas.
Alarmado por la influencia creciente y las ideas contra el sistema de castas, los rajas de las colinas Siwalik se unieron en alianza para derrotar al Gurú y sacarlo de su poder. Al final ellos decidieron pedir al emperador Aurangzeb ayuda, diciendo que el Gurú fue responsable de romper muchas reglas imperiales, y que era una amenaza para todos en el área. En consecuencia, Aurangzeb envió a sus generales Din Beg y Painda Khan, cada uno con un ejército de 5000 hombres, para atacar y capturar la ciudad de Anandpur Sahib. De camino, los ejércitos mogoles se unieron con los ejércitos de los rajas y se movían a atacar la fortaleza del Gurú. El Gurú por su parte, también recibió ayuda del ejército de los reyes vecinos amigos. En la primera batalla de Anandpur, los ejércitos unidos de los mogoles y los rajas fueron derrotados y el general Painda Khan fue muerto. Después de la batalla, los ejércitos de los rajas se retiraron, pero todavía lanzaron ataques pequeños sobre el Gurú y su gente hasta 1704 cuando ambos partidos llegaron a un acuerdo de paz. 
El Gurú, de acuerdo con el tratado tuvo que salir de Anandpur Sahib, movió al pueblo de Nirmoh. Mientras, el raja Ajmer Chand ordenó a sus enviados pedir ayuda del entonces virrey de Sirhind Wazir Khan. Los ejércitos de Wazir Khan llegaron al Nimroh, y al ver que no estaba fortificada, atacaron al pueblo. Los ejércitos mogoles fueron repelidos, pero el Gurú tuvo que retirarse al pueblo de Basoli para garantizar su seguridad y la de sus seguidores. 
Después de esto, el virrey Wazir Khan se convirtió en uno de los grandes rivales del Gurú. Cuando el Gurú volvió al Anandpur poco después desde Basoli, un ejército bajo el mando de Saiyad Khan marchaba hacia la ciudad. Una vez que llegaron, el hermano de Saiyad Khan le dijo del Gurú y su estado como un hombre santo. El general, al oír esto, cambió su posición y se unió a las fuerzas del Gurú. El mando del ejército pasó a manos de Ramzan Khan, quien atacó a la ciudad de Anandpur en 1704. La ciudad, que estaba vacía debido a la cosecha, fue saqueada por los ejércitos mogoles. Pero cuando el ejército se volviere al Sirhind, los sijs atacaron y recuperaron la riqueza robada.
El virrey Wazir Khan envió una carta al emperador Aurangzeb que indicaba que el Gurú quería atacar el Imperio mogol, y estaba preparando una fuerza para marchar sobre Delhi. El emperador, creyendo esto, ordenó una gran fuerza que incluía los ejércitos de los distritos de Kashmir, Sirhind y Lahore para atacar Anandpur Sahib. El ejército llegó allí en 1705, y establecieron un cerco alrededor la ciudad. Los ejércitos de los rajas se unieron con las fuerzas mogoles y el Gurú y su gente se prepararon para batalla. 
Después de días de luchar, en que los sijs que no tenían acceso a comida o agua además lo que fue almacenada en la ciudad, Raja Ajmer Chand envió una carta que declaraba que si el Gurú se iba y abandonaba la ciudad, entonces no pasaría nada a los sijs. Para probar la veracidad de sus palabras, el Gurú pidió que los ejércitos enemigos permitieran pasar una caravana llena de dinero de su tesorería. El raja dijo que estaba de acuerdo con esto, pero cuando salió la caravana los ejércitos la atacaron. La caravana que no llevaba nada de valor fue destruida y el Gurú se negó a aceptar todas las propuestas del ejército.
Entonces, el emperador Aurangzeb envió una carta firmada personalmente jurando en nombre del Corán al Gurú. Con eso le garantizaba que no pasaría nada al Gurú y sus seguidores si él decidía salir de Anandpur.

## Escrituras sij

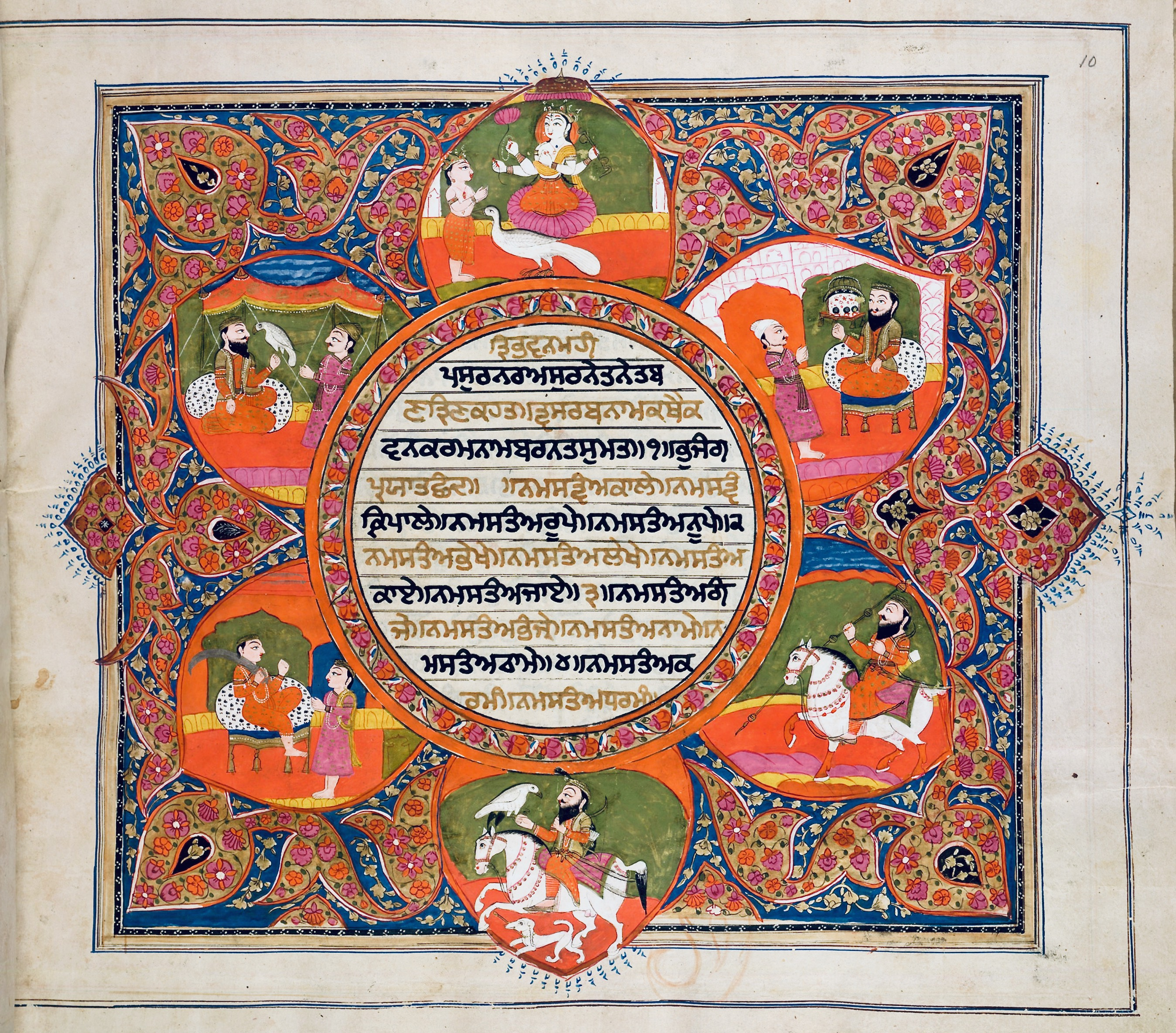
El Dasam Granth se atribuye a Guru Gobind Singh. Incorpora, entre otras cosas, las mitologías de los santos guerreros de la antigua India.

Piara Singh Padam en su Sri Guru Gobind Singh Ji de Darbari Ratan destaca que Guru Gobind Singh daba tanta importancia a la pluma como a la espada.
En la tradición sij se atribuye a Guru Gobind Singh la finalización del Kartarpur Pothi (manuscrito) del Guru Granth Sahib', la principal escritura del sijismo. La versión final no aceptaba los himnos extraños de otras versiones, e incluía las composiciones de su padre Guru Tegh Bahadur. Gobind Singh también declaró que este texto era el Gurú eterno para los sijs.
También se atribuye a Gobind Singh el Dasam Granth'. Es un controvertido texto religioso considerado la segunda escritura por algunos sijs, y de autoridad discutida para otros sijs. La edición estándar del texto contiene 1.428 páginas con 17.293 versos en 18 secciones.  El Dasam Granth incluye himnos, relatos mitológicos de textos hindúes, una celebración de lo femenino en la forma de la diosa Durga, fábulas que tratan sobre sexualidad, una autobiografía, historias seculares de los Puranas y el Mahabharata, cartas a otros como el Emperador mogol, así como discusiones reverenciales sobre guerreros y teología. 
En sus escritos Guru Gobind Singh utiliza una variedad de seudónimos como Shyam, Raam, Kaal, Gobind Das, Gobind Singh, Nanak y Shah Gobind..
Según el Bansavlinama, escrito en 1755 por Kesar Singh Chibbar, Los sijs pidieron a Gobind Singh que fusionara el Dasam Granth con el Guru Granth Sahib. Gobind Singh respondió a la petición diciendo: "Este es el Adi Guru Granth; El libro raíz. Ese (Dasam Granth) es sólo para mi diversión. Que esto se mantenga en la mente y que los dos permanezcan separados."
El Dasam Granth desempeña un papel importante en la iniciación y la vida cotidiana de los devotos sijs khalsa.  Partes de sus composiciones como el Jaap Sahib, el Tav-Prasad Savaiye y el Benti Chaupai son las oraciones diarias (Nitnem) y los versos litúrgicos sagrados utilizados en la iniciación de los sijs khalsa. 

La letra de Guru Gobind Singh mientras escribía Gurmukhi. Aquí se muestra el primer capítulo del Charitropakhyan.

## Dohra Mahalla Dasvan (10)

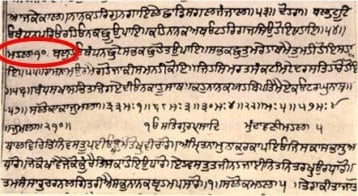
Dohra de Guru Gobind Singh, según consta en una copia de un Adi Granth, fechado en 1707 y autografiado (que contiene un 'nisan') por Guru Gobind Singh, donde se incluye el 'Dohra' Mahalla 10 (Dasvan). Esto se da como prueba de que Guru Gobind Singh es el autor de una línea Dohra (copla rimada) contenida al final de la escritura en la página 1429.

Aunque generalmente se cree que Guru Gobind Singh no añadió ninguna de sus propias composiciones al Guru Granth Sahib, hay quienes sostienen que una sola copla rimada, conocida como Dohra, del décimo Guru, titulada Dohra Mahalla Dasvan (10), cerca del final de la escritura en la página 1429 es obra de Guru Gobind Singh.  
La composición mencionada es:
ਮਹਲਾ ੧੦:
Mahalla 10:
ਬਲੁ ਹੋਆ ਬੰਧਨ ਛੁਟੇ ਸਭੁ ਕਿਛੁ ਹੋਤ ਉ ਪਾਇ ॥
Mis fuerzas han sido restauradas, y mis ataduras han sido rotas; Ahora puedo hacer todo. 
ਨਾਨਕ ਸਭੁ ਕਿਛੁ ਤੁਮਰੈ ਹਾਥ ਮੈ ਤੁਮ ਹੀ ਹੋਤ ਸਹਾਇ ॥੫੪॥ 
Nanak: todo está en Tus manos, Señor; Eres mi ayuda y apoyo. ||54||
Según Trilochan Singh, Guru Tegh Bahadur envió una carta en forma de sloka al joven Gobind Das mientras estaba encarcelado en Delhi por Aurangzeb, entregada personalmente al niño por Bhai Uda y Pundit Kirpa Ram: 
Todo el poder humano ha fallado,
La humanidad gime encadenada; 
Los esfuerzos morales no sirven de nada;
Señor, sálvalos, oh salva
Con tu misericordiosa ayuda,
Como salvaste
¡Al elefante que se ahogaba y que oraba! 
Fue una prueba del potencial sucesor del Gurú. Gobind Das, que escribía desde Anandpur, respondió con una "dohra", que afirmaba su disposición a triunfar como el próximo gurú sikh y calmaba cualquier temor que los sikhs de la época sintieran sobre la perspectiva.  Guru Tegh Bahadur sabía que su hijo estaba preparado para tomar las riendas y liderar la comunidad sikh después de su muerte. Después de leer la respuesta de su hijo, Guru Tegh Bahadur envió un último mensaje a su hijo:
La Palabra de Dios permanecerá para siempre,
Los santos sobrevivirán para siempre;
La gloria de Guru Gobind permanecerá para siempre;
Pocos y raros son aquellos, Oh Nanak,
Quienes contemplan Su Nombre
Esta historia está registrada en el relato de Bhai Mani Singh escrito en su composición Sikhan di Bhagat Mal. La historia se cuenta con más detalle en otras fuentes históricas, como Suraj Prakash, Mehma Prakash y Bansavalinama de Kesar Singh Chibber. 
El SGPC, por razones desconocidas, decidió no atribuir la dohra a Guru Gobind Singh cuando estandarizó el Guru Granth Sahib, que posteriormente publica sin ella, a pesar de que la dohra se atribuye al décimo Guru en muchos manuscritos de los siglos XVII y XVIII del Guru Granth Sahib, incluyendo muchos de los cuales llevan una firma del décimo Guru.